# ダートシート
英語圏のプロレス文化において、ダートシート（英語: dirt sheet）とは、リング上のストーリー展開を本物として扱わず、現実的な視点でプロレスを取り上げるプロレス雑誌やプロレスニュースレター、ウェブサイトである。「ラグシート（rag sheet）」という呼び方もある。

## 評判
過去の多くのプロレスラーはいわゆる「ダートシート」について、それらがケーフェイ（すなわちプロレスがやらせであると曝露すること）を破ってプロレスビジネスを台無しにすると感じていたため、快く思っていなかった。しかしながら、第2世代のレスラーであるブレット・ハートは、多くのレスラーは若い頃にこういった雑誌の熱心な読者であったと思い起こしている。プロレス記者などその他の人々もこれが過去の話であったと、ハートの証言を裏付けている。プロレスラーのスティーブ・オースチンは業界に入った時にロッカールームでプロレスニュースレターが回し読みされていたのをしばしば目撃した。21世紀に入っても、ビンス・ルッソ、ブルース・プリチャード、エリック・ビショフといったプロレス業界の一部の人々は、こういった出版物がプロレスビジネスを傷付け、ファンの没入と楽しみを台無しにしている、と考えている。自分自身でニュースウェブサイトを執筆しているレスラーもいる（例えばマット・ハーディーは411Maniaに寄稿している）。クリス・ジェリコはWeb Is Jerichoと呼ばれる自身のニュースサイトを開設した。

## ダートシートと見なされることが多い出版物とウェブサイトの一覧
- レスリング・オブサーバー・ニュースレター（英語版） (WON) - 最初の「ダートシート」と見なされることが多い。デイブ・メルツァー（英語版）が創刊、運営している[21][22]。
- Pro Wrestling Torch (PWTorch) - ウェイド・ケラー（英語版）が開設、運営している[23]
- Pro Wrestling Insider (PWInsider) -  デイブ・シェーラー（英語版）が開設、運営している[24][25]
- Pro Wrestling Sheet - ライアン・サトゥン（英語版）が開設、運営している[26][27]
- Wrestling News World (WNW)[28]